# Carolina Araujo
Carolina Bhering de Araujo (Niterói, Brasil, 5 de septiembre de 1976) es una matemática brasileña especializada en geometría algebraica, incluyendo geometría birracional, variedades de Fano y foliaciones.

## Formación y carrera
Araujo nació y se crio en Río de Janeiro. Realizó sus estudios de grado en Brasil, donde obtuvo un grado en matemáticas en 1998 en la Pontificia Universidad Católica de Río de Janeiro. Obtuvo su doctorado en 2004 en la Universidad de Princeton, con una tesis dirigida por János Kollár y titulada The Variety of Tangents to Rational Curves (en inglés: La variedad de tangentes a curvas racionales).
Es investigadora en el Instituto Nacional de Matemática Pura e Aplicada en Brasil (IMPA), y es además la única mujer con una plaza investigadora permanente en el IMPA. Es también miembro del Centro Internacional Abdus Salam de Física Teórica (ICTCP) y vicepresidenta del Comité de Mujeres en Matemáticas de la Unión Matemática Internacional.
Durante y después de su doctorado, Araujo desarrolló técnicas relacionadas con la teoría de curvas racional de grado mínimo propuesta por el matemático japonés Shigefumi Mori, lo que resultó en varios resultados publicados en 2008.

## Premios y distinciones
Araujo ganó el Premio L'Oréal-UNESCO a Mujeres en Ciencia en Brasil en 2008.
Fue organizadora y ponente invitada en el Congreso Internacional de Matemáticos de 2018. Lideró la edición inaugural del Encuentro Mundial de Mujeres en Matemáticas en agosto de 2018. Fue también una de las matemáticas que aparecieron en el documental Journeys of Women in Mathematics, financiado por la Fundación Simons.

## Publicaciones destacadas
- Carolina Araujo, Stéphane Druel y Sándor J. Kovács. Cohomological characterizations of projective spaces and hyperquadrics. Inventiones Mathematicae, 2008.
- Carolina Araujo y Maurício Corrêa Jr. On degeneracy schemes of maps of vector bundles and applications to holomorphic foliations. Mathematische Zeitschrift, 2014.
- Carolina Araujo y Alex Massarenti. Explicit log Fano structures on blow‐ups of projective spaces. Proceedings of the London Mathematical Society, 2016.
- Carolina Araujo y Cinzia Casagrande. On the Fano variety of linear spaces contained in two odd-dimensional quadrics. Geometry & Topology, 2017.
- Carolina Araujo, Mauricio Corrêa y Alex Massarenti. Codimension one Fano distributions on Fano manifolds. Communications in Contemporary Mathematics, 2018.